# Simosyrphus grandicornis
Simosyrphus grandicornis är en tvåvingeart som först beskrevs av Pierre Justin Marie Macquart 1842.
Simosyrphus grandicornis ingår i släktet Simosyrphus och familjen blomflugor. Inga underarter finns listade i Catalogue of Life.

## Bildgalleri

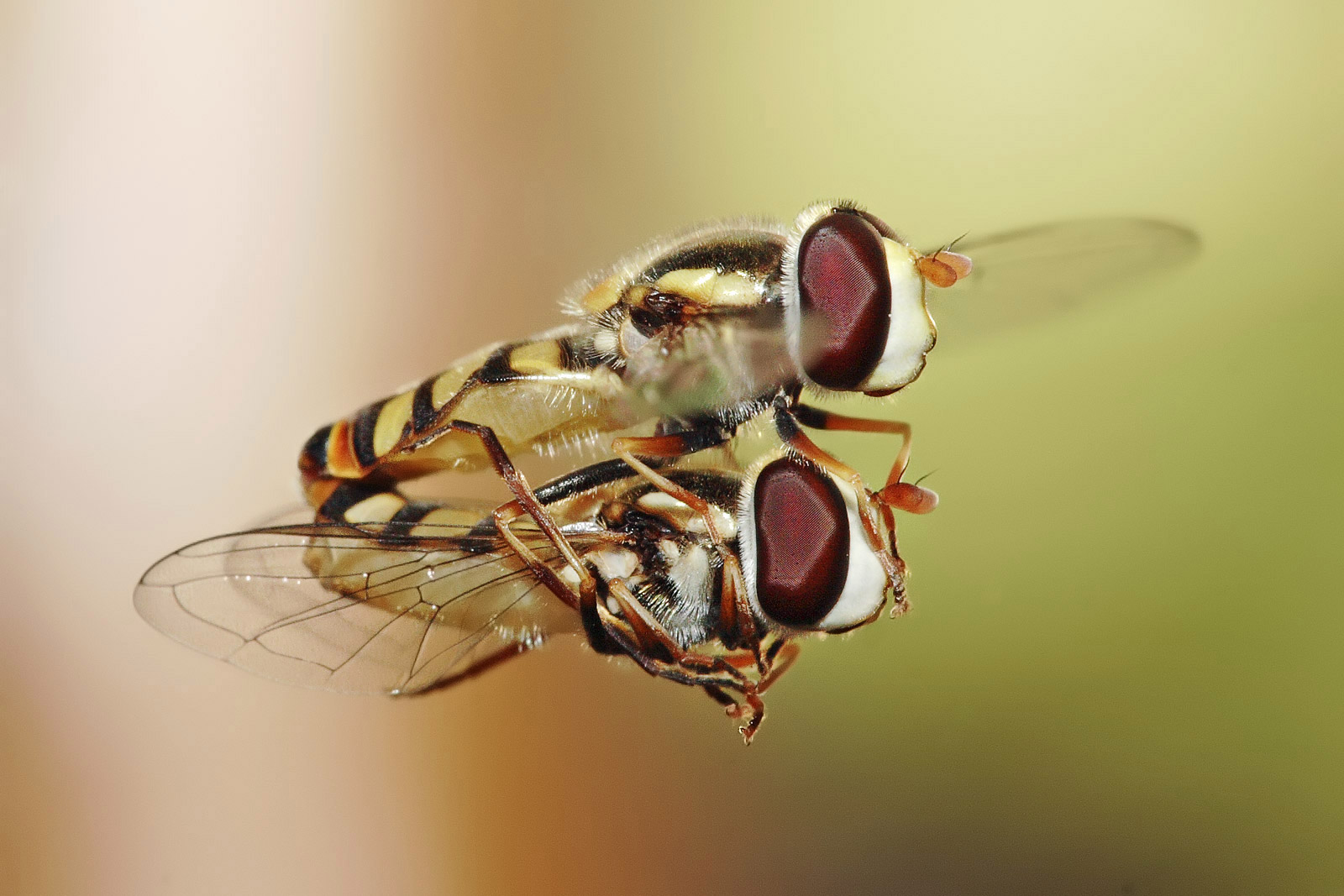
Parning i luften.